# Oceanida pontilevensis
Oceanida pontilevensis is een slakkensoort uit de familie van de Eulimidae. De wetenschappelijke naam van de soort is voor het eerst geldig gepubliceerd in 1915 door de Morgan.